# 来源请求

“来源请求”模板在中文维基百科中的显示效果

「來源請求」模板在中文維基百科中的顯示效果

“来源请求”模板在英文维基百科中的显示效果

来源请求（英語：citation needed）是维基百科的编者常用术语，與维基百科模板的名称，用以向其他人请求补充参考来源。来源请求是维基百科“可供查证”的编辑方针的象征之一，亦形成了网络迷因，出现在维基百科以外之处。

## 概况
根据维基百科的方针规定，为了保证维基百科的中立与准确，编者应为内容标识参考来源，严禁进行原创研究。2006年，维基百科的编者克里斯·夏洛克（Chris Sherlock，维基百科用户名为“Ta bu shi da yu”）设立了这一模板，用来标识没有来源，需要求证的内容。维基百科有不少内容被这样标记，以中文维基百科为例，截至2018年7月，有超过10000个条目中标有“来源请求”。
虽然设立该模板的出发点在于排除原创研究内容，但这也导致部分编者偏执地为所有未注明来源的内容标记“来源请求”；而一些维基百科的编者则认为“孙中山是男性”这类显然的信息不需要引用，偏执于请求来源实质上是扰乱行为。

## 维基百科之外的使用

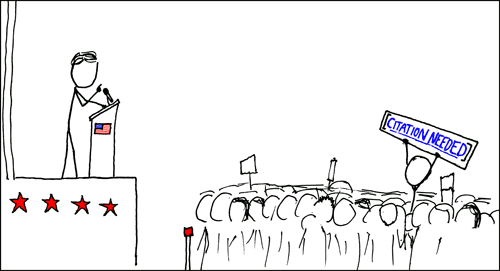
xkcd创作的漫畫，圖中人物举着写有“[来源请求]”的標語

2007年，網絡漫畫xkcd创作了一張名为《维基人抗议者》（Wikipedian protester）的漫画：一群听众正在聆听当政者的演讲，而人群中的一个抗议者高举写有“[来源请求]”的标语牌。这是维基百科的术语标签在维基百科以外语境的首次运用。
2008年，馬特·梅奇特利（Matt Mechtley）在他的博客上发起了一项活动，邀请众人把写有“[来源请求]”等维基百科术语的贴纸贴在纽约街头的广告上。这些维基百科催生的涂鸦被叫做“维基涂鸦”（wikiffiti）。维基涂鸦很快形成了网络迷因，“来源请求”不仅出现在了广告牌上，还出现在了网络恶搞图中，例如美国总统小布什的演讲照片裡：图中小布什总统竖起大拇指，远处挂有“任务完成”（MISSION ACCOMPLISHED）的标语，而其下方则附上了“[来源请求]”的标签。

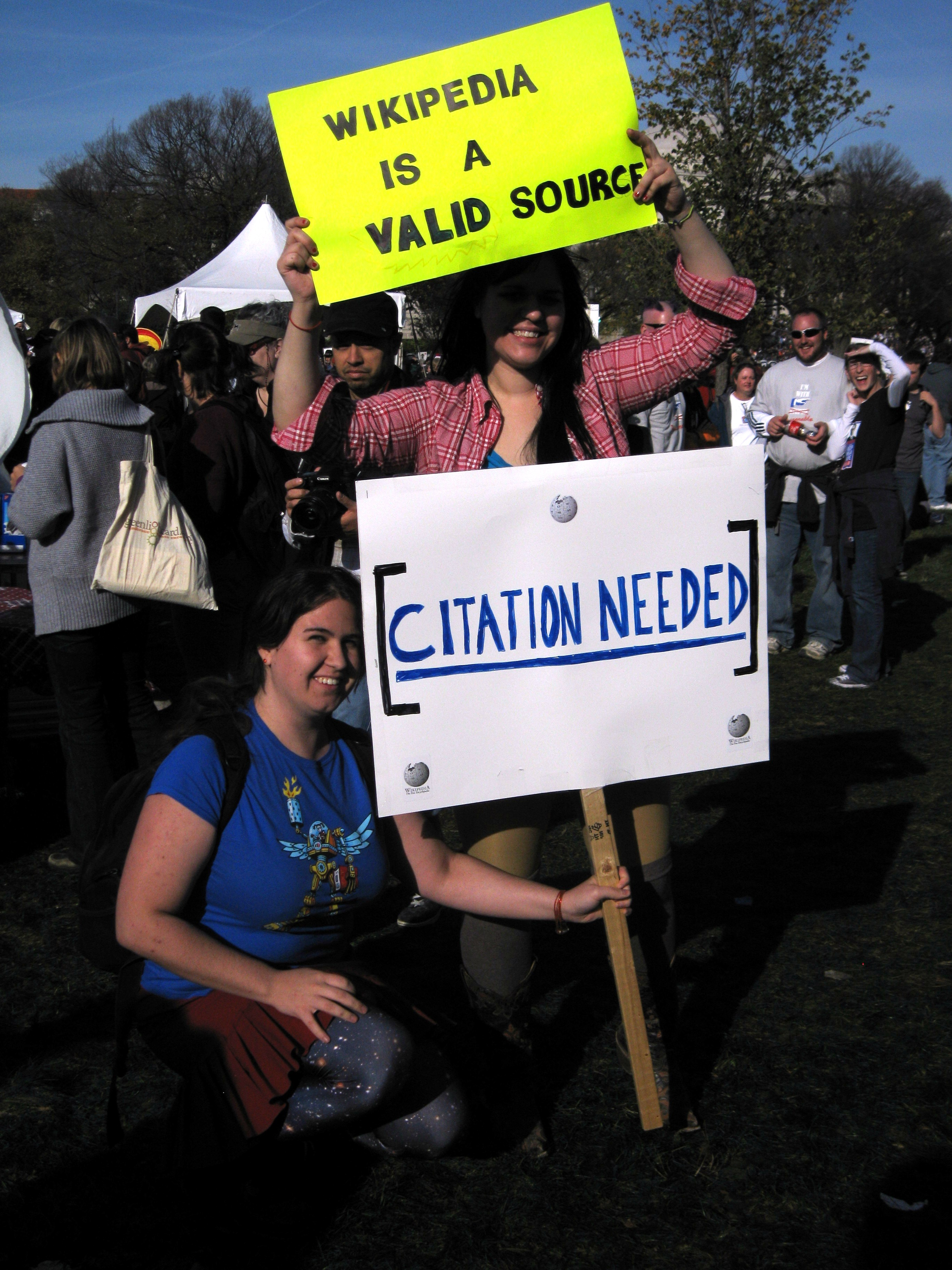
集会人士所举牌上写道：
“维基百科是可靠来源”
“[来源请求]”

2010年，美国的电视主持人乔恩·斯图尔特于华盛顿特区举办的“恢复理智与/或恐惧大会”集会上，有多名人士举写有“[来源请求]”的标语牌参会。
2011年，德国的国防部长卡尔-特奥多尔·楚·古滕贝格陷入博士論文抄襲醜聞，有抗议民众举“[来源请求]”的抗议牌，讽刺他的论文有多处未标明资料来源。

## 延伸阅读
- Chen, C. C., & Roth, C. (2012, August). "https://dl.acm.org/doi/10.1145/2462932.2462943 （页面存档备份，存于）". WikiSym '12: Proceedings of the eighth annual international symposium on wikis and open collaboration. New York: Association for Computing Machinery. pp. 91–98. doi:10.1145/2462932.2462943. ISBN 978-1-4503-1605-7.
- Redi, M., Fetahu, B., Morgan, J., & Taraborelli, D. (2019, May). "Citation needed: A taxonomy and algorithmic assessment of Wikipedia's verifiability （页面存档备份，存于）. The World Wide Web Conference. Association for Computing Machinery. pp. 1567-1578. doi:10.1145/3308558.3313618. ISBN 978-1-4503-6674-8. OCLC 1175631311
- Jack, K., López-García, P., Hristakeva, M., & Kern, R. (2014). "Citation needed: Filling in wikipedia's citation shaped holes （页面存档备份，存于）".